# Hoa tai
Hoa tai (danh pháp khoa học: Asclepias curassavica) là một loài thực vật có hoa trong họ La bố ma. Loài này được L. mô tả khoa học đầu tiên năm 1753.

## Mô tả
Các cây điển hình là cây con thường xanh mọc dài đến 1 m (3,3 ft) và có thân màu xám nhạt. Những chiếc lá mọc đối trên thân cây và có hình dạng mũi giáo hoặc hình mũi giáo-chữ nhật, kết thúc bằng các đầu nhọn hoặc sắc. Giống như các thành viên khác của chi, nhựa đục như sữa. Những bông hoa có trong các xim với 10-20 hoa mỗi xim. Chúng có tràng hoa và vành hoa màu tía hoặc đỏ và thùy hoa màu vàng hoặc màu da cam. Hoa nở gần như quanh năm. Quả dài 5–10 cm (2.0–3.9 in), quả có hình dạng hình thoi được gọi là nang. Các nang chứa hạt màu nâu đến nâu có hình dạng noãn và dài 6–7 mm (0,24–0,28 in). Các hạt phẳng có lông mượt mà cho phép các hạt nổi trên dòng không khí khi các nang giống như vỏ (tách ra mở). 

## Trồng
Có một số giống khác nhau với màu hoa khác, một số có hoa màu đỏ rực rỡ, màu vàng hoặc màu cam. Hoa loài này trông rất rực rỡ trong vườn bướm hoặc khi cắt để cắm. Tuy nhiên, khi thân cây hoặc lá bị vỡ, chúng tiết ra nhựa màu sữa có thể gây tổn thương mắt. 

## Phân bố
Asclepias curassavica được NatureServe mô tả là một "loài phổ biến, từ miền Nam Bắc Mỹ đến Trung Mỹ và vào Nam Mỹ."
Nó là một loài được du nhập ở các bang California, Florida, Hawaii, Louisiana, Tennessee và Texas, cũng như các vùng lãnh thổ chưa được hợp nhất của Hoa Kỳ của Puerto Rico và Quần đảo Virgin thuộc Hoa Kỳ.
Nó đã được du nhập ở các tỉnh An Huy, Phúc Kiến, Quảng Đông, Quảng Tây, Quý Châu, Hải Nam, Hồ Bắc, Hồ Nam, Giang Tô, Giang Tây, Thanh Hải, Tứ Xuyên, Xizang, Vân Nam và Chiết Giang, cũng như ở Đài Loan.
Nó được coi là một loại dị thảo, nhưng không phải là cỏ dại, tại Dự án Meteor Downs South gần Rolleston, Queensland, Australia. 

## Hình ảnh

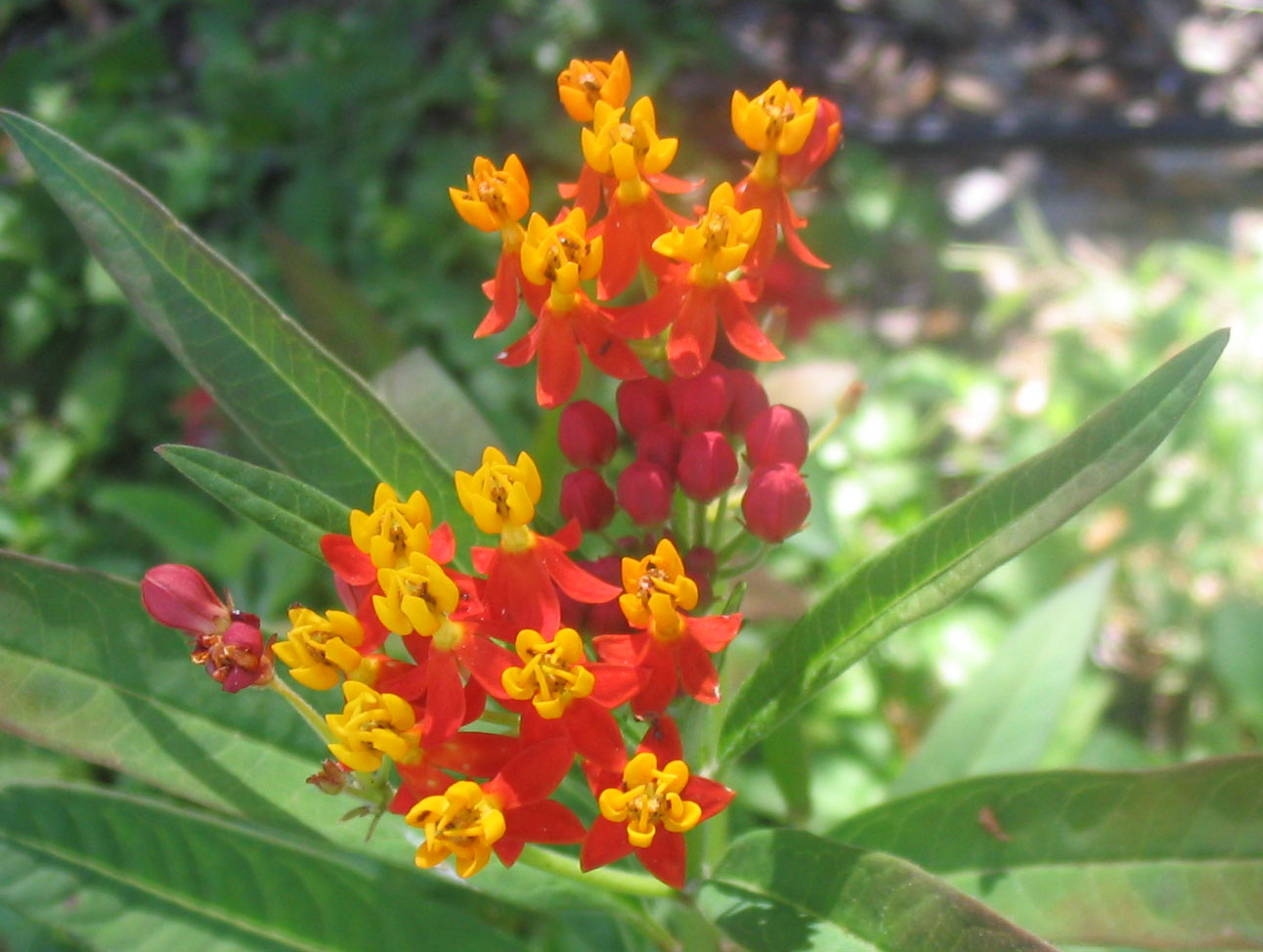
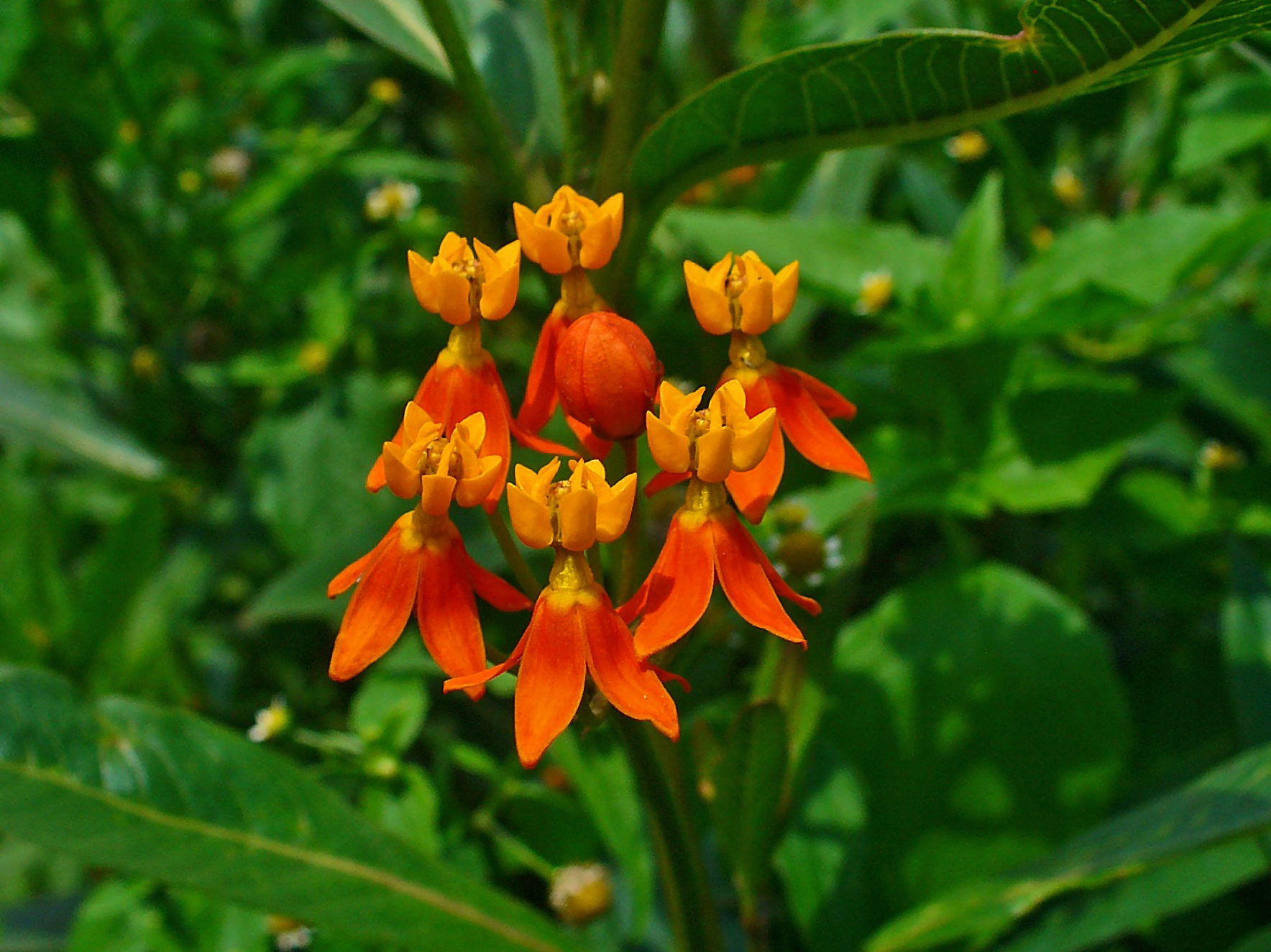
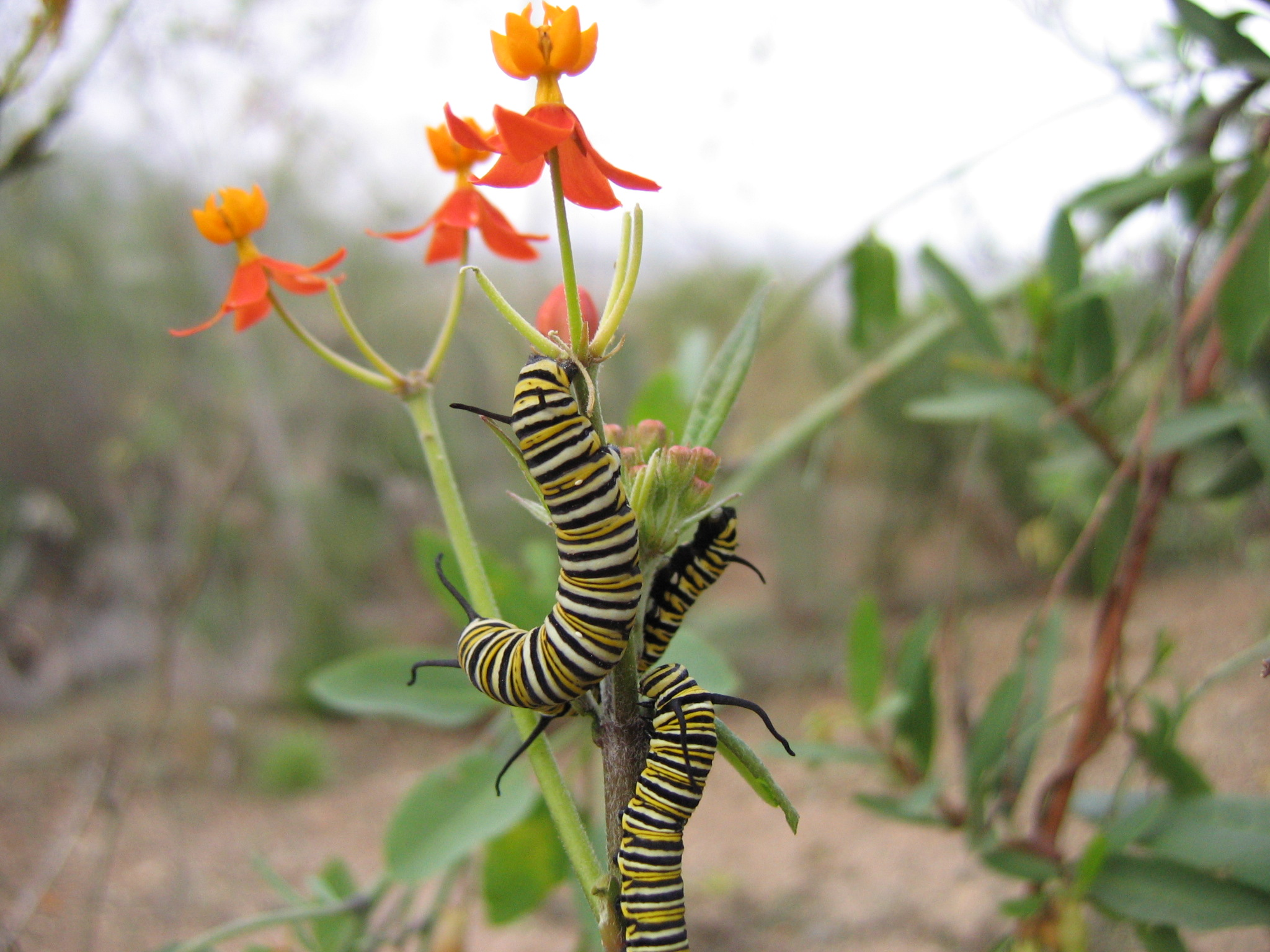
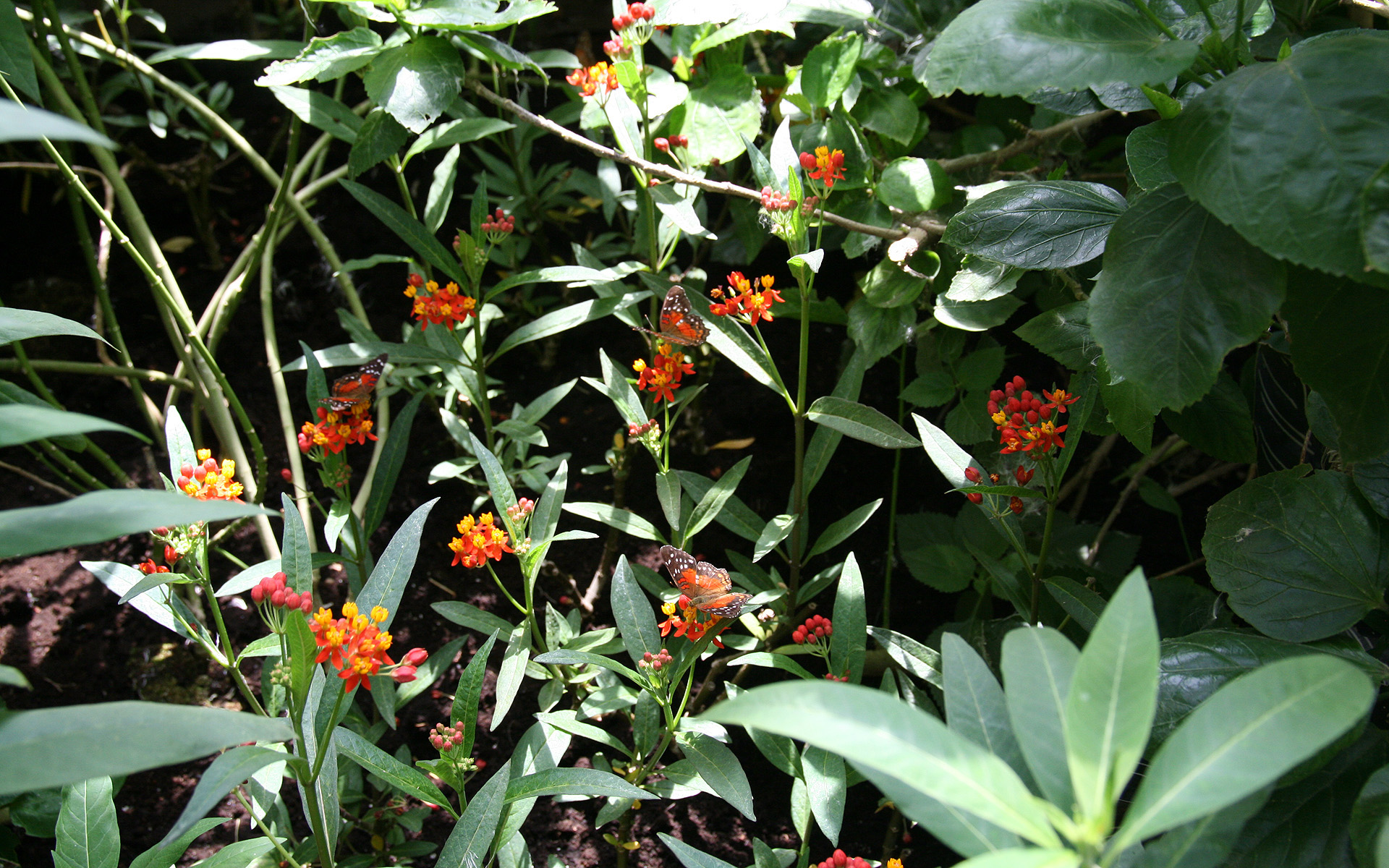